# Heteronychia geari
Heteronychia geari är en tvåvingeart som först beskrevs av Zumpt 1972.  Heteronychia geari ingår i släktet Heteronychia och familjen köttflugor. Inga underarter finns listade i Catalogue of Life.